# La cara oculta de los sindicatos en Uruguay
La cara oculta de los sindicatos en Uruguay es el cuarto libro de María Urruzola. Fue publicado por Editorial Planeta en 2020.

## Reseña
«La cara oculta de los sindicatos en Uruguay. Lucha pero no mucha…». Es un libro de la periodista y política uruguaya María Urruzola, sobre periodismo de investigación.
Su anterior libro fue De la Gestlad a la secta en 2018.
Según la Cámara Uruguaya del Libro es superventas y en septiembre está entre los primeros cinco libros más vendidos.